# Raymond Delmotte
Pour les articles homonymes, voir Delmotte.
Raymond Delmotte, né le 11 novembre 1894 à Saint-Quentin (Aisne) et mort le 13 décembre 1962, est un aviateur français.
Il est pilote d'essai sur les avions Caudron. En 1924, il remplace l’ancien chef pilote Patin chez Caudron.
En 1931, Suzanne Deutsch de La Meurthe (1892-1937), fille d'Henry, relance la Coupe Deutsch de la Meurthe par une épreuve de vitesse en 2 étapes de 1 000 kilomètres, qui sera courue jusqu'en 1937. Deux pilotes français, Georges Détré sur Potez 53 et Raymond Delmotte sur Caudron C.362, prennent la première et la seconde place en 1933. En 1934, Hélène Boucher bat le record des 1 000 kilomètres sur Caudron Rafale avec une moyenne de 409 km/h, record précédemment détenu par Maurice Arnoux avec 393 km/h.
En mai 1933, Raymond Delmotte volait à 333,65 km/h sur 100 km. En 1934, il gagnait 12 km/h avec le même appareil et le même moteur.  

## Distinctions
- Chevalier de la Légion d'honneur (1929)